# Harpagus diodon
Il nibbio zamperosse (Harpagus diodon (Temminck, 1823)) è un uccello rapace della famiglia degli Accipitridi.

## Descrizione
È un rapace di taglia medio-piccola, lungo 29–35 cm, con un'apertura alare di 60–70 cm.

## Biologia
Si nutre in prevalenza di insetti, con una predilezione per le cicale, e in misura minore di lucertole e piccoli uccelli.

## Distribuzione e habitat
La specie è diffusa in Bolivia, Ecuador, Guiana francese, Guyana, Suriname, Brasile, Paraguay e Argentina.
Il suo habitat tipico è la foresta atlantica di bassa quota, dove si concentrano i principali siti di nidificazione. Come visitatore non nidificante può essere osservato anche nella foresta amazzonica.